# أمثلة الإعلام الاجتماعي
يشير مصطلح تحسين الإعلام الاجتماعي (بالإنكليزية Social media optimization) إلى استخدام عدد من وسائل ومجتمعات الإعلام الاجتماعي بهدف الترويج لمنتج أو علامة تجارية أو حدث معين. أنواع الإعلام الاجتماعي المستخدمة تشمل آر إس إس ومواقع الأخبار والمفضلات الاجتماعية إضافة إلى مواقع التواصل الاجتماعي، مثل: تويتر ومواقع الفيديو والمدونات. يتشابه تحسين الإعلام الاجتماعي مع تحسين محركات البحث في أن هدفه زيادة زيارات موقع معين ونشر الوعي عنه. بشكل عام، يشير مصطلح تحسين الإعلام الاجتماعي إلى تحسين محتوى موقع معين من حيث مشاركة المحتوى مع الآخرين من خلال الإعلام الاجتماعي والشبكات الاجتماعية.

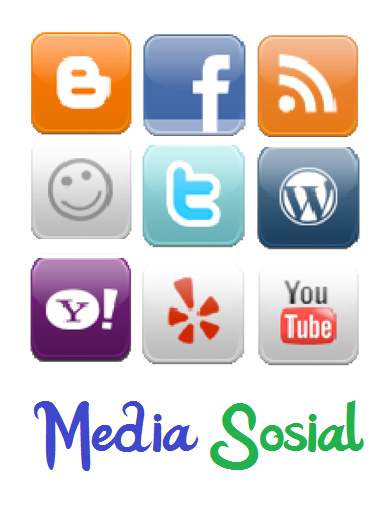

تواريخ إطلاق مواقع الإعلام الاجتماعي :

وصف دايك القرن الحادي والعشرين على أنه عصر الشبكات التي أصبحت هي النظام العصبي في مجتمعاتنا الحديثة، والتي باتت تؤثر على مجمل العامة والخاصة لكل فرد . وتعد الفترة الحالية التي تعيشها الإنسانية ثورة جديدة في عالم الاتصال، وهي الثورة الثانية والتي بدأت مع العقد الأخير من القرن العشرين واستمرت في العقد الأول من القرن الحادي والعشرين، بينما كانت الثورة الأولى قد حدثت قبل قرن من الزمان (نهاية القرن التاسع عشر وبداية القرن العشرين) .
حقائق عن الإعلام الاجتماعي :
1- تقضي الشريحة العمرية من 18-24 مع وسائل الإعلام الاجتماعي وقتاً أكثر أربع مرات من قضائها مع وسائل التعليم التقليدي من صحف وإذاعات .
2- أصبحت مواد الجنس هي النشاط الأول .
3- فيس بوك احتاج إلى أقل من عام واحد ليزيد عدد مشتركيه إلى مائتي مليون مشترك جديد .
4- اليوتيوب يعد ثاني أكبر محرك بحث في العالم .
5- 247 رسالة بريد إلكتروني يتم تداولها يومياً في العالم .
6- واحدة من كل ثمانية زيجات في أمريكا تمت عن طريق تواصل عبر وسائل الإعلام الاجتماعي .